# Бичевская, Жанна Владимировна
Жа́нна Влади́мировна Биче́вская (род. 17 июня 1944, Москва) — советская и российская певица, автор песен. Народная артистка РСФСР (1988).
Называет свой стиль «русский кантри-фолк». Репертуар певицы насчитывает несколько сотен произведений — песен духовного и общественного содержания, русских народных песен, романсов, а также песен на стихи поэтов Серебряного века.

## Биография
Родилась в семье Владимира Константиновича Бичевского, по профессии инженера-электрика и балерины Лидии Гавриловны Кошелевой. Мачеха (вторая жена отца) — Бичевская Елена Ильинична, была по профессии бухгалтером.
Окончила музыкальную школу по классу гитары. В 1966—1971 годах училась в Государственном училище циркового и эстрадного искусства, где продолжала совершенствоваться в игре на гитаре, училась пению у Елены Яковлевны Петкер, потом у Ирмы Петровны Яунзем. Во время учёбы начала собирать и записывать русские народные песни. Одновременно работала преподавателем в классе гитары в Загорской вечерней музыкальной школе, позже — солисткой-вокалисткой в оркестре Эдди Рознера. С 1971 по 1973 год — солистка вокально-инструментального ансамбля «Добры молодцы», с 1973 года работала в Москонцерте. 1975—1978 — вокальный дуэт с Юлием Слободкиным.
В 1970-х годах в репертуар певицы вошли старые русские народные песни, которые исполнялись в бардовском стиле. Благодаря талантливому и оригинальному исполнению (с использованием стилей фолк и кантри) Бичевская начала быстро обретать популярность. В 1973 году она становится лауреатом Всероссийского конкурса артистов эстрады. С гастролями посещала Финляндию, Венгрию, Румынию, Чехословакию, Югославию и многие города СССР.
Собирала престижный в Западной Европе парижский зал «Олимпия». По утверждению на её сайте, на Международном конкурсе артистов эстрады в Познани в 1980 году, помимо звания лауреата, Жанна Бичевская удостоилась звания «Мисс творческая индивидуальность». В 1989 году в Сан-Ремо певица получила премию Тенко за культурную деятельность.
В июле 1987 года выступила в Измайлово на советско-американском концерте-митинге «Наш ход» совместно с Джеймсом Тейлором, Бонни Рэйтт, Владимиром Пресняковым, «The Doobie Brothers», «Автографом», «Santana» и Надеждой Бабкиной с ансамблем «Русская песня».
В 1990-х годах на смену фольклору в творчестве Жанны Бичевской пришли белогвардейские мотивы (альбомы «Любо, братцы, любо», «Русская Голгофа»), а затем и религиозные — песни иеромонаха Романа и песни, написанные её мужем, поэтом, композитором и певцом Геннадием Пономарёвым («Жанна Бичевская поёт песни Иеромонаха Романа», «Имени Твоему, Господи», «Осень музыканта»). В конце 1990-х и начале 2000-х годов певица выпустила несколько альбомов с песнями известных авторов (в том числе Андрея Макаревича, Александра Вертинского, Булата Окуджавы) и ряд альбомов патриотической тематики.
C декабря 1999 по 2008 год Жанна Бичевская вела авторскую духовную передачу «От сердца к сердцу» на международной радиостанции «Голос России».
Третий муж — автор большинства песен Бичевской Геннадий Пономарёв.

## Тематика
Основной тематикой песен Бичевской являются русский патриотизм и православие. В своих песнях она вместе с мужем Геннадием Пономарёвым, также композитором и автором текстов, проповедует любовь к традиционным ценностям. По политическим убеждениям является монархисткой.

## Критика
Скандал вызвал видеоклип на песню «Мы — русские!», показанный в передаче «Два против одного», в котором среди кадров хроники побед русской армии показаны кадры из фильма «День независимости» с горящими городами США, смонтированные с кадрами пуска ракет с российских самолётов.

## Дискография

### Винил
- Жанна Бичевская, собирательница и исполнительница русских народных песен. [Донская баллада] (1974)
- Жанна Бичевская, собирательница и исполнительница русских народных песен. [По диким степям Забайкалья] (1976)
- Жанна Бичевская поёт песни Булата Окуджавы (1984)
- Старые русские народные деревенские и городские песни и баллады (1988)
- Без названия. [Слишком короток век] (1988)
- Без названия. [Господа офицеры] (1990)
- Баттерфляй (в соавторстве с Геннадием Пономарёвым) (1990)

### Компакт-диски
- Господа офицеры (1994)
- Слишком короток век (1997)
- Любо, братцы, любо… (1997)
- Жанна Бичевская поёт песни Иеромонаха Романа (1997)
- Имени Твоему, Господи. Духовные песнопения (1998)
- Осень музыканта (1998)
- Русская Голгофа (1998)
- Старые русские народные деревенские и городские песни и баллады в 4 частях (1998)
- Жанна Бичевская поёт песни Булата Окуджавы (1999)
- Царь Николай (1999)
- Верую (2000)
- Мы — русские. Жанна Бичевская поёт песни Геннадия Пономарёва (2001)
- Чёрный ворон (2002)
- Боже, храни своих (2003)
- К-141 (2004)
- Белая ночь. Жанна Бичевская поёт песни Иеромонаха Романа (2005)
- Я расскажу тебе… Романсы (2007)
- Гори, гори, моя звезда (2008)
- Засуха (2010)
- От прощанья до прощанья (2014)

### Сборники
- Grand Collection (2001)
- MP3-коллекция: в 3 частях (2004)
- Духовные песни. MP3 (2007)
- Русские народные песни и романсы. MP3 (2007)
- Лучшие песни (2007)
- Золотая серия (2008)
- Только лучшее. MP3 (2011)

## Награды и премии
- Народная артистка РСФСР (1988)[3]
- Заслуженная артистка РСФСР (1982)
- Премия Ленинского комсомола (1983) — за высокое исполнительское мастерство и популяризацию песенного народного творчества среди молодёжи
- премия Тенко[итал.] (1989) — за культурную деятельность
- Золотая медаль с изображением преподобного Сергия от православного общества «Радонеж» за «большие заслуги в деле духовного просвещения»[3][8]